# Яворово-Ліпа
Яворово-Ліпа (пол. Jaworowo-Lipa) — село в Польщі, у гміні Завідз Серпецького повіту Мазовецького воєводства.
Населення — 134 особи (2011).
У 1975-1998 роках село належало до Плоцького воєводства.

## Демографія
Демографічна структура станом на 31 березня 2011 року:
|          | Загалом | Допрацездатний вік | Працездатний вік | Постпрацездатний вік |
| -------- | ------- | ------------------ | ---------------- | -------------------- |
| Чоловіки | 61      | 11                 | 42               | 8                    |
| Жінки    | 73      | 22                 | 36               | 15                   |
| Разом    | 134     | 33                 | 78               | 23                   |